# Государев родословец
Государев родословец — родословная книга русских княжеских и боярских родов, созданная около 1555 года при участии думного дьяка Елизара Цыплятева и А.Ф. Адашева.
Оригинал родословца не сохранился, однако существуют рукописные списки, близкие к нему. Государев родословец послужил одним из источников для создания единственной сохранившейся официальной родословной книги — Бархатной книги.
Государев родословец по классификации, предложенной Н. П. Лихачёвым, относится к категории официальных родословцев. Редакция родословных книг, к которым относится Государев родословец, носит название редакции в 43 главы.

## История создания
Согласно исследованиям Н.П. Лихачёва, Государев родословец был создан около 1555 года разрядными дьяками. В настоящее время эта дата признаётся большинством исследователей.
По мнению историков, основной причиной, по которой был создан родословец, было использование его, как и разрядных книг, для составления справок в местнических спорах, для чего также был составлен также местнический справочник. Хранился Родословец в Разрядном приказе и использовался для официальных справок. По мнению Н.П. Лихачёва, главной целью создания Государева родословца было возвеличивание и прославление царствующего дома. В.И. Буганов писал, что государев родословец являлся одной из составных частей проводившейся в эти годы широкой реформы армии и военно-служивого сословия, где необходимым элементом реформ было упорядочивание местнических отношений. Поэтому составление и официальное утверждение корпуса генеалогических росписей влиятельнейших родов страны, начиная с царского, установление межклановой и внутриклановой иерархии было необходимым краеугольным камнем всей системы. М.Е. Бычкова о дальнейших созданных редакций родословцев (Патриаршая, Разрядная, Редакция начала XVII века и проч) писала, что они имели разрядное происхождение, но какие можно отнести к официальным — неизвестно.
В состав родословца попали, как княжеские, так и боярские роды. Однако критерии для их включения были разные. Росписи княжеских родов отличаются полнотой, они попадали в родословец даже в случае, если из них никто не попадал в Боярскую думу. Отсутствуют только роды, которые не подали росписи (например, князья Вяземские). Также присутствуют росписи ряда древних дворянских родов, выводящих происхождения от Рюрика, но которые лишились княжеского титула.
Из нетитулованных родов в родословец попали только роды, представители которых служили в думных чинах. В основном это старомосковские роды. Присутствие некоторых родов в родословце не находит удовлетворительного объяснения. Некоторые роды, росписи которых присутствуют в большинстве частных родословцах, в «Государевом родословце» наоборот отсутствуют.
По непонятным причинам Государев родословец, использовавшийся в Разрядном приказе, очень долго не пополнялся. Так в 1627 году В.Н. Пушкин подал "роду своему роспись", сходную с официальной редакцией, но с прибавлением шести поколений и как оказалось, что при разборе местничества в 1648 году эти данные так и не были внесены. Князь Г.К. Волконский отвечая на обвинения в отсутствии там своего рода, замечал, что: "....многие роды в родословце не написаны которые при прежних государях были .... тверские роды — Борисовы, Бороздины, Колединские.... а рязанские роды все в Государев родословец не написаны".
Таким образом, во 2-й половине XVII столетия процесс дополнения официального справочника служилых родов находился в упадке. Возможно, в XVII веке после Смутного времени и при первом выбранном царе из династии Романовы — Михаиле Фёдоровиче, уже не придавалось большое значение наличие рода в официальном Государевом родословце, ввиду того, что "наверх" выносилось всё больше новых влиятельных фамилий, которым было невыгодно проигрывать в местнических спорах и лишаться ведущих должностей.

## История исследования
Указания на существование в Разрядном приказе наряду с «Разрядными книгами» «Государева родословца» встречаются в некоторых местнических делах XVI—XVII веков. Первое упоминание о нём встречается в 1579 году — в местническом споре между боярином князем Василием Юрьевичем Голицыным и боярином князем Иваном Петровичем Шуйским.
В. Н. Татищев высказал предположение, что «Государев родословец» составлен во время правления Ивана IV Грозного, который в примечании к Судебнику «повелѣлъ родословную книгу сочинить, в которой многіе княжескіе роды оставя знатными шляхетскими наполнилъ и сравнялъ».